# Kolumna Matki Boskiej w Raciborzu
Kolumna Matki Boskiej w Raciborzu – późnobarokowa kolumna maryjna wykonana w Raciborzu w latach 1725–1727 przez austriackiego artystę Johanna Melchiora Österreicha.

## Opis
Kolumna, wykonana z piaskowca znajduje się na środku Rynku. Na dwustopniowej podstawie stoi trójboczny, regularny piedestał o wklęsłych bokach i ściętych narożach, które są opięte płaskimi esownicami. Cokół pokrywa rzeźbiona dekoracja akantowa. W górę wznosi się nastawa z rzeźbionymi kartuszami herbowymi oraz aniołkami. Zwieńczeniem kolumny jest posąg Matki Boskiej Niepokalanego Poczęcia, która ma koronę 12 gwiazd oraz księżyc u stóp. Depcząc węża (szatana) stoi na słupie w kształcie kłębiących się chmur, które wznoszą anioły.
Na nadstawie znajdują się herby fundatorów. Cokół na trzech narożach zwieńczony jest rzeźbami trzech orędowników. Są to po stronie wschodniej św. Florian - patron od pożarów, na zachodniej św. Sebastian - patron od morowego powietrza, od północy - św. Marceli papież, który jest patronem Raciborza. Niektóre źródła mówią, iż patronem miasta jest św. Marceli biskup. Na kolumnie postać jednak trzyma w ręce laskę zwieńczoną trójramiennym krzyżem papieskim, a nie jak biskup pastorał, który kończy spirala. Dodatkowo nad świętym widoczna jest papieska tiara, a inskrypcja umieszczona na kolumnie wszystko wyjaśnia: SANCTISQVE MARCELLO PAPAE.
Na postumencie kolumny umieszczone są trzy tablice erekcyjne, które mówią o fundatorach i oddaniu miasta pod opiekę Matki Boskiej. Jedna z tablic mówi: PIA DILECTAE MATRIS IVSSA FILIO PIE EXEQVENTE ILLVSTRISSIMO DOMINO CAROLO LVDOVICO S.R.I COMITE DE GASCHIN, NOBILI DOMINO DE ROSENBERG, HEREDITARIO DOMINO IN REICHWALD, FREISTADT ET KATSCHER, co znaczy: Pobożne życzenie kochanej matki spełnił dziecięco posłuszny syn, pan Karol Ludwik, Świętej Rzeszy Rzymskiej hrabia de Gaschin, szlachetny pan na Oleśnie, dziedziczny pan na Rychwałdzie, Karwinie i Kietrzu.

## Historia
W 1724 roku zmarła Maria Elżbieta von Gaschin pozostawiając testament, w którym zobowiązała swojego syna Karola Ludwika do sprzedania swojego domu, a za otrzymaną sumę ma zbudować na Rynku kamienną kolumnę poświęconą Matce Boskiej Niepokalanego Poczęcia oraz spowodować odprawienie nabożeństw. Miało to być wotum dziękczynne za opuszczenie zarazy, która dotknęła miasto w 1715 roku. 24 kwietnia 1726 roku została zawarta umowa między magistratem a Johannem Melchiorem Österreichem, który za sumę 600 guldenów miał wykonać pomnik według opisu. Z tych pieniędzy artysta miał opłacić materiał oraz wynagrodzenia dla kamieniarzy i pracowników kamieniołomów. Rzeźba została ukończona w 1727 roku, a powstała na miejscu średniowiecznego domu kupców.
W 1827 roku, w setną rocznicę poświęcenia pomnika magistrat chciał przeprowadzić renowację pomnika. Znalazło się wielu fundatorów, w tym prawnuk Franciszek von Gaschin, a także rajca Franciszek Bordollo, który przeznaczył na ten cel 32 talary. Podczas tej renowacji pomalowano figurę, odnowiono złocenia oraz powstał żeliwny płot, który pochodził z odlewni z Gliwic. Postawiono również trzy metalowe latarnie, które zniknęły po II wojnie światowej. Kolejna renowacja została wykonana przez rzeźbiarza Ferdynanda Weichta w 1850 roku, a także później w 1963 roku.
Ostatnią renowację wykonano w 1993 roku, ponieważ cały pomnik był pokryty warstwą ciemnego nalotu powstałego wskutek zanieczyszczenia powietrza. Piaskowiec, z którego wykonano pomnik musi oddychać, a woda, która znajdowała się w nim nie mogła odparować. Pomnik został oczyszczony i osuszony oraz pokryto go specjalną warstwą, która nie dopuszcza wilgoci z zewnątrz, ale pozwala się ulatniać parze wodnej z kamienia. Zostało również wymienione spoiwo łączące kolejne elementy pomnika, bowiem pomnik mógł runąć. Wszystkie prace wykonała krakowska firma Sima-Art, a koszt tego przedsięwzięcia pokryła Fundacja Haus Oberschlesien z Ratingen w Republice Federalnej Niemiec.
W godzinach wieczornych 15 maja 1993 roku biskup pomocniczy opolski ks. biskup Jan Kopiec w asyście ks. dziekana Mariana Żagana i proboszcza miejskiego ks. Gintera Kurowskiego dokonał poświęcenia odrestaurowanej kolumny.
Od sierpnia do października 2021 roku trwała kolejna renowacja kolumny. Została oczyszczona z brudu oraz wtórnych uzupełnień kamienia z lat 90. XX wieku. Wykonano nowe złocenia.

## Legendy
Kolumnie Maryjnej przypisuje się nadprzyrodzone właściwości, legenda głosi, że jej zniszczenie zapowiadać będzie koniec świata. Ruszenie cokołu lub kopanie wokół niego spowoduje z kolei zatopienie miasta, ponieważ kolumna przykrywa prące z wielką siłą źródło lub kanał, który łączy raciborski Rynek z Odrą. Kolumna przetrwała wszystkie zrządzenia losu, wyszła nawet cało z ostatniej wojny choć znajdujące się wokół niej kamienice zostały zniszczone w 80%. Niektóre osoby wiążą powódź z lipca 1997 roku z pracami archeologicznymi, które odbywały się rok wcześniej na raciborskim rynku.